# Cofradía del Santo Cristo de la Cruz
La Cofradía de la Esclavitud del Santo Cristo de la Cruz, conocida también como "Cofradía del Cristo del Mercado" es una cofradía católica de Segovia, Castilla y León, España. Tiene su sede canónica en la Parroquia del Santo Cristo del Mercado.
La cofradía sale en procesión el Jueves Santo, al trasladar la imagen a la Catedral de Segovia; y el Viernes Santo durante la Procesión de los Pasos. La imagen titular de la cofradía es el Santo Cristo de la Cruz, de autor desconocido.

## Historia
La cofradía aparece a finales del siglo XVII, nace como una cofradía asistencial con fin de asistir de forma material y espiritual a las personas más necesitadas de la ciudad, la cofradía continúa realizando distintas actividades de carácter asistencial a lo largo del año. La cofradía recibió Bula Perpetua por parte del Papa Benedicto XIII el 7 de julio de 1724. La talla del Santo Cristo de la Cruz sólo salió en procesión cinco veces antes de 1937.

## Pasos

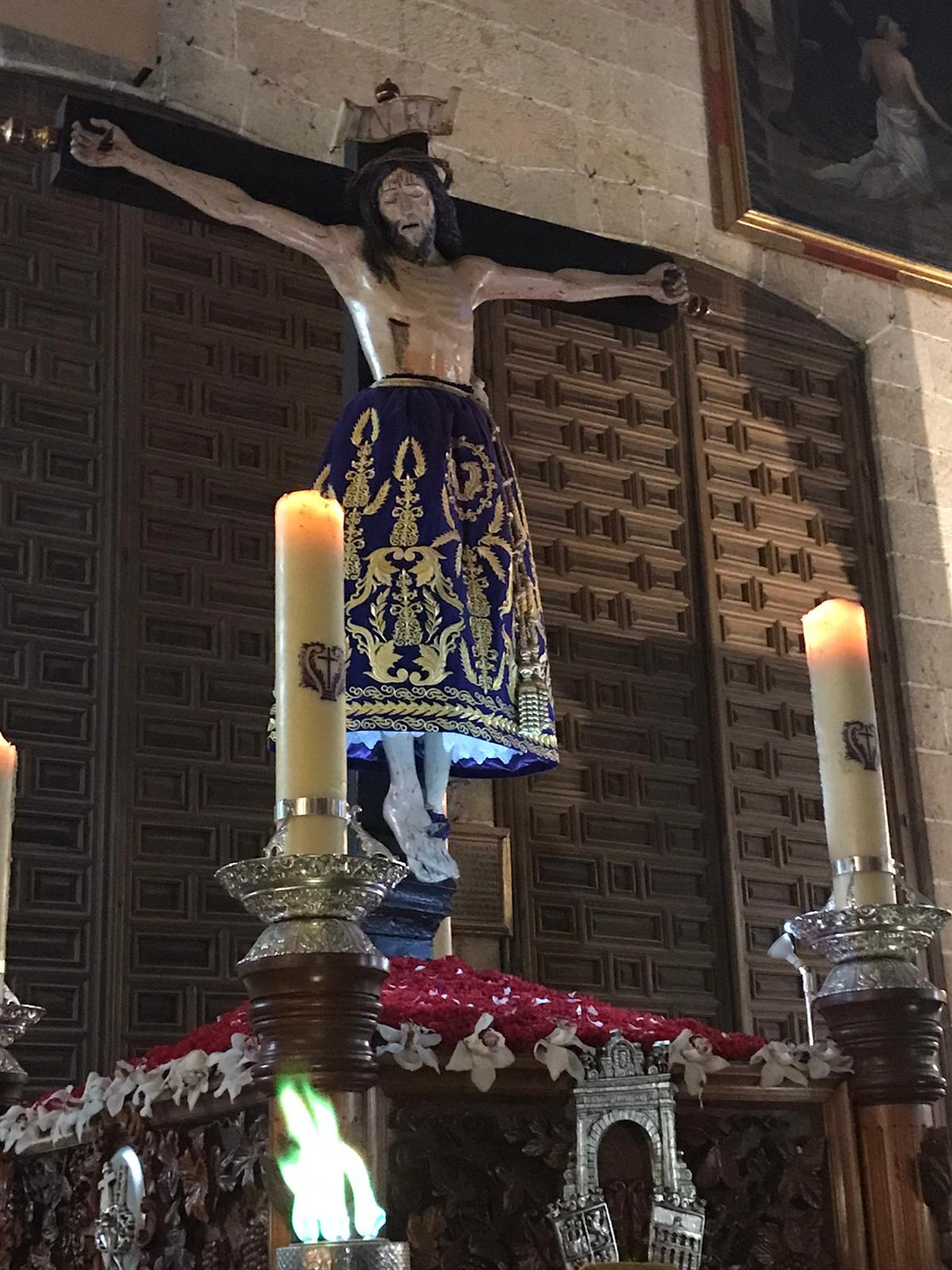
Santo Cristo de la Cruz momentos antes de salir en la Procesión de los Pasos

El Santo Cristo de la Cruz es una talla de madera policromada de autor anónimo, fechada en entre los años 1505 y 1520. La imagen se cubre con unas faldillas que le otorgan un aspecto característico. La imagen ya recibía culto en 1529 y la primera vez que la talla salió en procesión fue en rogativa en el año 1724. Una de las principales características del paso es el hecho de que es una de las pocas imágenes que procesiona en andas durante el Jueves Santo. 

## Hábito
Los nazarenos de la cofradía visten un hábito color morado, con botones y bies adelantado color amarillo, caperuz morado, junto con capa y cinto dorado.

## Acompañamiento
La cofradía es acompañada por la Banda de dulzainas y tambores de la Cofradía de la Esclavitud del Santo Cristo de la Cruz y desde 1967, por el Benemérito Cuerpo de la Guardia Civil de Segovia.